# Tamás Kiss (canoista)
Tamás Kiss (Ajka, 9 maggio 1987) è un canoista ungherese, vincitore della medaglia di bronzo ai Giochi Olimpici di Pechino 2008 nel C2 1000 m in coppia con György Kozmann.
È stato inserito nella nazionale ungherese di canoa due mesi prima l'inizio dell'Olimpiade di Pechino, in seguito all'improvvisa morte del connazionale György Kolonics.

## Palmarès
- Olimpiadi

Pechino 2008: bronzo nel C2 1000 m.
- Mondiali

2014 - Mosca: bronzo nel C4 1000m.
2015 - Milano: bronzo nel C4 1000m.
- Europei

Brandeburgo 2014: argento nel C4 1000m.
Mosca 2016: oro nel C1 5000m.
- Universiade

2013 - Kazan': oro nel C1 1000m.